# Constantin Guirma
Constantin Guirma (* 5. Februar 1920 in Kaya, Burkina Faso; † 6. August 2010 in Ouagadougou, Burkina Faso) war ein burkinischer Geistlicher und römisch-katholischer Bischof von Kaya.

## Familie
Constantin Guirma war das älteste von elf Kindern eines Krankenpflegers. Sein Bruder Rene Bélemsida OP und seine Schwester Blanche traten Ordensgemeinschaften bei. Sein Bruder Frédéric Guirma war Botschafter in den USA und Ständiger Vertreter bei den Vereinten Nationen.

## Leben
Guirma empfing am 19. Mai 1946 durch den Apostolischen Vikar Joanny Thévenoud in Ouagadougou die Priesterweihe. Er war zunächst Vikar in Koupéla und anschließend Pfarrer in Tenkodogo. 1954 gründete er die Pfarrei in Ouargaye und wurde 1956 Pfarrer in Pabré. Von 1960 bis 1962 war Constantin Guirma Seelsorger der Einwanderer aus Côte d’Ivoire. 1962 folgte die Pfarrstelle in Kologh Naba. 1967 wurde er Priester der Missionsstation Saint-Michel in Koléa, Conakry, in Guinea, kurz darauf Generalvikar des Erzbistums Ouagadougou.
Papst Paul VI. ernannte ihn am 26. Juni 1969 zum ersten Bischof des mit gleichem Datum errichteten Bistums Kaya und spendete ihn am 1. August desselben Jahres bei seinem ersten Besuch in Afrika in Kampala, Uganda, persönlich die Bischofsweihe; Mitkonsekratoren waren Sergio Pignedoli, Sekretär der Kongregation für die Evangelisierung der Völker, und Emmanuel Kiwanuka Nsubuga, Erzbischof von Kampala.
Am 9. März 1996 nahm Johannes Paul II. seinen altersbedingten Rücktritt an.
Constantin Guirma wurde nach einem Requiem in der Kathedrale von Ouagadougou in der Kathedrale Unserer Lieben Frau in Kaya bestattet.